# Сапега, Фредерик
Фредерик Сапега (до 1599 — 1650) — государственный и военный деятель Великого княжества Литовского, дворянин господарский (1611), подкоморий витебский (1620), воевода мстиславский (1647—1650), староста остринский (с 1611) и гродненский.

## Биография
Представитель ружанской линии литовского магнатского рода Сапег герба «Лис». Сын кухмистра великого литовского Николая Михайловича Сапеги (ум. 1611) и Богданы Юрьевны Мосальской.
Учился в Виленской академии, затем с 1599 года продолжал образование в Ингольштадте.
С 1611 года упоминается в звании господарского дворянина, в 1620 году получил должность подкомория витебского. Избирался послом (депутатом) на сеймы в 1624, 1632, 1646, 1648 годах. В двух последних сеймах видимо не участвовал из-за ухудшения здоровья. В 1647 году был назначен воеводой мстиславским.
Участник войн Речи Посполитой со Швецией (1626—1629) и Русским государством (1632—1634).
Скончался на рубеже апреля-мая 1650 года.

## Семья
Был дважды женат. В 1623 году первым браком женился на Кристине Поцей (ум. до 1644), дочери судьи берестейского Фёдора Поцея (ум. после 1595). В 1644 году вторично женился на Анне Пац (ум. 1652), дочери подканцлера литовского Стефана Паца (1587—1640) и Анны Марцибеллы Дусятской (ум. ок. 1643). От двух браков не имел потомства.